# Pusté pole
Pusté pole este o arie protejată (arie specială de conservare — SAC, sit de importanță comunitară — SCI) din Slovacia întinsă pe o suprafață de 90,35 ha, integral pe uscat.

## Localizare
Centrul sitului Pusté pole este situat la coordonatele 48°55′57″N 21°26′27″E / 48.9325°N 21.440833°E.

## Înființare
Situl Pusté pole a fost declarat sit de importanță comunitară în aprilie 2004 pentru a proteja 1 specie de plante și 2 specii de animale. Situl a fost protejat și ca arie specială de conservare în martie 2004.

## Biodiversitate
Situată în ecoregiunea alpină, aria protejată conține 4 habitate naturale: Liziere de ierburi înalte hidrofile de câmpie și de nivel montan până la alpin, Pajiști stepice subpanonice, Fânețe de joasă altitudine (Alopecurus pratensis, Sanguisorba officinalis), Păduri aluvionare cu Alnus glutinosa și Fraxinus excelsior (Alno-Padion, Alnion incanae, Salicion albae).
La baza desemnării sitului se află mai multe specii protejate:
- plante (1): sisinei (Pulsatilla grandis)
- nevertebrate (2): fluturele purpuriu (Lycaena dispar), Pholidoptera transsylvanica

Pe lângă speciile protejate, pe teritoriul sitului au mai fost identificate 6 specii de plante, 3 specii de amfibieni, 5 specii de mamifere, 1 specie de nevertebrate, 1 specie de reptile.